# اچ‌ام‌اس اتچینگهام (ام۲۶۲۵)
اچ‌ام‌اس اتچینگهام (ام۲۶۲۵) (به انگلیسی: HMS Etchingham (M2625)) یک کشتی بود که طول آن ۱۰۰ فوت (۳۰ متر) بود. این کشتی در سال ۱۹۵۷ ساخته شد.